# 押小路実英
押小路 実英（おしこうじ さねひで、1876年12月28日 - 1927年8月26日）は、明治時代から昭和時代の華族（子爵）、陸軍軍人（砲兵陸軍中佐）。旧公卿家。位階・勲等は従三位・勲四等。

## 生涯
押小路公亮子爵と母住子（上賀茂神社の社家中大路季盛の長女、1845年（弘化2年）9月生）の三男として、1876年（明治9年）12月28日に生まれる。祖父は尊王攘夷派の公家押小路実潔。幼名は乙若。
1898年6月、陸軍砲兵少尉となり、昇進して陸軍少佐に任命され、豊橋野砲兵第二十一聯隊大隊長などを務めた。
1901年1月に家督を相続し、同年2月襲爵する。

## 家族
- 兄：實敬（1868年 - 1918年）
- 姉：息子（1864年 - 1944年） - 長尾家 (男爵家)・長尾顕慎の妻[3][4]
- 妻：方（1887年 - 1964年） - 海軍軍医総監の鈴木孝之助長女
- 長男：公知（1921年 - 1973年）
- 次男：公孝（1926年 - 没年不詳）